# Kathrin Henneberger
Kathrin Henneberger (nascida a 1 de abril de 1987) é uma política alemã. Henneberger tornou-se membro do Bundestag depois de ser eleita nas eleições federais alemãs de 2021. Ela é afiliada ao partido Aliança 90/Os Verdes.
Ela foi porta-voz da organização Juventude Verde (Grüne Jugend) de 2008 a 2009.